# Isla Doumer
La isla Doumer es una isla de la Antártida perteneciente al archipiélago Palmer, ubicada a 64°51′S 63°35′O / -64.850, -63.583 entre la porciones meridionales de la isla Anvers y de la isla Wiencke, frente a la costa occidental de la península Antártica.
La isla tiene 7 km de longitud y 3,2 km de ancho y su cumbre es un monte de forma piramidal cubierto de nieve, de 515 m de altitud. En su extremo occidental se halla el cabo Kemp, que tiene una montaña de 400 metros de altura. 
La isla fue avistada por primera vez por la Expedición Antártica Belga, en 1897-99, al mando de Adrien de Gerlache. Reavistada y cartografiada por la Expedición Antártica Francesa, 1903-1905, al mando de Jean-Baptiste Charcot, quien la bautizó en homenaje a Paul Doumer, presidente de la cámara de diputados y posterior presidente de Francia.
Chile mantiene una base de verano en la isla, llamada Base Yelcho, a cargo del Instituto Antártico Chileno. 

## Reclamaciones territoriales
Argentina incluye a la isla en el departamento Antártida Argentina dentro de la provincia de Tierra del Fuego, Antártida e Islas del Atlántico Sur; para Chile forma parte de la comuna Antártica de la provincia Antártica Chilena dentro de la Región de Magallanes y de la Antártica Chilena; y para el Reino Unido integra el Territorio Antártico Británico. Las tres reclamaciones están sujetas a los términos del Tratado Antártico.
Nomenclatura de los países reclamantes: 
- Argentina: isla Doumer
- Chile: isla Doumer
- Reino Unido: Doumer Island